# Олтаржевский, Фёдор Мефодьевич
Фёдор Мефодьевич Олтаржевский (примерно 1868—1869, Киев (?) — после 1918, там же (?)) — российский архитектор, гражданский инженер, архитектор Киевского учебного округа (1904—1910), земской инженер Ямпольского уездного земства (1914—1916).

## Биография
Точные дата и место рождения Фёдора Мефодьевича пока документально не подтверждены. Среднее образование получил в Киевском реальном училище.
В 1895 году окончил Петербургский институт гражданских инженеров. С июня 1895 по июль 1897 года преподавал строительное искусство и железнодорожное дело в Николаевском железнодорожном училище. С февраля 1898 по февраль 1904 года был исполнителем работ строительного отделения Елисаветградского губернского правления. Преподавал в Техническом железнодорожном училище.
В 1904 году переехал в Киев где с 1904 по 1910 год он работал архитектором Киевского учебного округа.
С мая 1914 по март 1916 год Фёдор Мефодьевич исполнял обязанности земского инженера Ямпольского уездного земства. В 1916 году был мобилизован на военную службу. По окончании войны вернулся в Киев.
Последнее на сегодня известное упоминание об архитекторе датировано 1918 годом, когда он среди 32 других архитекторов подал заявление на занятие должностей городских архитекторов. Дальнейшая судьба и дата, а также место смерти пока документально не подтверждены.

## Постройки
- Доходный дом Я. Файбишенка на ул. Владимирской № 81 (1907),
- Доходный дом Я. Файбишенка на ул. Владимирской № 92/39 (1908),
- Доходный дом Г. Кирхгейма и В. Мозерта на ул. Лютеранской № тридцать второй (1909),
- Синагога Галицкого еврейского общества на ул. Жилянской № 97 (1909—1910),
- Доходный дом Я. Файбишенка на ул. Владимирской № 68 (1910),
- Флигель на в усадьбе на ул. Саксаганского № 125 (1910),
- Флигель в усадьбе на ул. Лютеранской № 8 (1910—1911),
- Доходный дом на ул. Саксаганского № 12 (1913).